# Медисон Хајтс (Мичиген)
Медисон Хајтс (Мичиген) (енгл. Madison Heights) град је у америчкој савезној држави Мичиген. По попису становништва из 2010. у њему је живело 29.694 становника.

## Демографија
Према попису становништва из 2010. у граду је живело 29.694 становника, што је 1.407 (4,5%) становника мање него 2000. године.
| Група             | 2000.          | 2010.          |
| Белци             | 27.516 (88,5%) | 24.444 (82,3%) |
| Афроамериканци    | 567 (1,8%)     | 1.897 (6,4%)   |
| Азијати           | 1.547 (5,0%)   | 1.725 (5,8%)   |
| Хиспаноамериканци | 502 (1,6%)     | 756 (2,5%)     |
| Укупно            | 31.101         | 29.694         |